# Нова Мар'янівка
Нова́ Мар'я́нівка — село в Україні, у Потіївській сільській територіальній громаді Житомирського району Житомирської області. Населення становить 36 осіб.
| Україна | Це незавершена стаття з географії України. Ви можете допомогти проєкту, виправивши або дописавши її. |